# Carla Connor
Carla Connor (también: Donovan, anteriormente: Gordon) es un personaje ficticio de la serie de televisión británica Coronation Street, interpretada por la actriz Alison King del 1 de diciembre del 2006-(presente).

## Biografía
Carla llegó por primera vez a la calle Corrie en el 2006, como la esposa del dueño de la fábrica local Paul Connor. Carla es la hija de una mujer traficante de drogas y su hermano, Darren está cumpliendo una sentencia de siete años en la prisión Strangeways por robo armado.
En el 2011 Carla comienza a salir con Frank Foster a pesar de que María le advierte que es peligroso y que la atacó, sin embargo Carla no le cree y sigue con Frank. Más tarde la pareja se compromete y compran una casa, sin embargo la felicidad dura poco, ya que poco después Frank viola a Carla. y después del ataque Carla intenta suicidarse tomándose una pastillas. Más tarde Frank es encontrado asesinado y Carla se vuelve una de las sospechosas, sin embargo poco después se descubre que Anne la madre de Frank fue la responsable. Carla y Peter Barlow comienzan a salir a finales de ese año.
El 26 de mayo del 2016 Carla harta de los constantes enfrentamientos con Tracy Barlow decide irse.